# مرواره
مرواره (به لاتین: Marawara) یک منطقهٔ مسکونی در افغانستان است که در ولسوالی مروره واقع شده‌است. مرواره ۹۱۴ متر بالاتر از سطح دریا واقع شده‌است.